# برونو بيانكي
برونو بيانكي (بالإيطالية: Bruno Bianchi)‏ (و. 1897 – م) هو لاعب كرة قدم، من إيطاليا، ولد في ميلانو.